# 克勞德·李維-史陀
克勞德·李維史陀（1908年11月28日—2009年10月30日）著名的法國人類學家，與弗雷澤、鮑亞士共同享有「現代人類學之父」美譽。他所建構的結構主義與神話學不但深深影響人類學，對社會學、哲學和語言學等學科都有深遠影響。

## 生平

### 早年
李維史陀生於比利時的布魯塞爾，成長於法國巴黎，生活在巴黎十六區普桑路。这条路得名于藝術家尼古拉·普桑，李维也非常喜爱普桑的作品，并撰寫过相关文章。李維史陀的父親也是一位畫家，李維史陀之所以出生於布魯塞爾，是因為他的父親簽約前往當地從事畫作。
李維史陀在巴黎的索邦大學研習法律與哲學，後來沒有繼續攻讀法律，而在1931年取得哲學教師資格。1935年，在從事幾年的中學教學工作後，他在最後一刻獲准參加一支法國文化派遣團前往巴西，擔任巴西聖保羅大學的訪問教授。
在1935年到1939年間，李維史陀生活在巴西。這段期間，他進行了首度的民族誌田野工作，在幾次短暫的研究考察行程中，進入了馬托格羅索州與亞馬遜雨林。他首先研究巴西印地安人的瓜伊庫魯人、波洛洛人與卡都衛歐人。在1938年，他從事第二度的、長達一年的探險，研究南比夸拉人與吐比卡瓦希普人的社會。這次經驗鞏固他成為一位人類學家的專業身分。艾德蒙·李區提到，依據李維史陀日後在《憂鬱的熱帶》書中的自述，他無法在同一地點停留超過幾個星期，而且也無法使用當地語言，與任何一位當地報導人輕鬆對話。
他在1939年初回到法國後不久，便因為第二次世界大戰爆發而被徵召入伍，被指派擔任馬其諾防線的聯絡官。在1940年法國投降後，他獲聘在蒙彼利埃擔任中學教師，但隨後因為種族法令而被解雇（李維史陀的家族源自於阿尔萨斯，具有猶太人祖源）。1941年他獲得紐約的一個職位，並獲准入境美國。他經過一連串的旅程，經由位於加勒比海的法國海外省份馬提尼克轉抵波多黎各，在那裡他受到美國聯邦調查局的調查，因為海關在他的行李中搜到幾封德國來信而起疑。李維史陀在二次大戰期間大多住在紐約。他連同其他幾位知識界的「流放者」，在社会研究新学院教學。他連同雅克·马里顿、亨利·福西永與罗曼·雅各布森等人，是紐約的法國學術界的流亡大學——高等研究自由学院（École Libre des Hautes Études）的創辦者。

### 中年
戰爭期間寓居紐約的這幾年是李維史陀思想形成的年代，這可從幾個方面來看。他與罗曼·雅各布森的關係，協助塑造他的理論見解（他们二人被認定為結構主義立基的核心人物）。此外，李維史陀也接觸了任教於哥倫比亞大學的法蘭茲·鮑亞士所擁護的美國人類學。1942年，當李維史陀在哥大教職員中心吃晚餐時，鮑亞士死於心臟病，倒臥在李維史陀的懷裡。他與鮑亞士的緊密關係，使得他的早期作品具有一種獨特的美國派傾向，這有助於這些作品在美國的接受度。李維史陀在1946年到1947年，於美國華盛頓特區的法國駐美國大使館擔任文化官。李維史陀於1948年回到巴黎。那時他提交論文給索邦大學，獲得博士學位，他依據法國學術傳統，提交一篇「大論文」與一篇「小論文」。它們是：《南比克瓦拉印地安人的家庭與社會生活》（The Family and Social Life of the Nambikwara Indians)與《親屬的基本結構》(The Elementary Structures of Kinship）。
1948年，《親屬的基本結構》出版，立即被認定為人類學最重要的親屬研究作品之一。這本書甚至得到西蒙·波娃的讚許，她將這本書視為一項重要的關於非西方社會的女性地位的陳述。這本書的標題類似艾彌爾·涂爾幹的名著《宗教生活的基本形式》，《親屬的基本結構》重新檢視人們如何組織他們的家庭，這是藉由檢視在關係底下的邏輯結構，而不僅僅是檢視關係的內容。英國人類學家，例如阿弗列·芮克里夫-布朗主張親屬植基於來自一個共同祖先的「繼嗣」，但是李維史陀主張親屬植基於兩個群體之間的「聯姻」，這是當來自某個群體的女人與另一個群體的男人結婚時，所形成的關係。
在整個1940年代晚期和1950年代早期，李維史陀繼續出版並體驗到極大的專業成功。當他返回法國後，他參與法国国家科学研究中心與人類博物館（Musée de l'Homme）的行政工作，後來成為高等研究學院第五組的主任，這個「宗教科學」（Religious Sciences）部門先前由马塞尔·莫斯擔任主任，李維史陀將其重新命名為「無文字人群的比較宗教學研究」(Comparative Religion of Non-Literate Peoples)。
雖然李維史陀在學術圈相當有名，但是一直等到1955年，藉由出版《憂鬱的熱帶》一書，他才成為法國的最知名的知識份子之一。這本書本質上是一本回憶錄，詳細介紹他在1930年代成為法國在外國人士的這段時間。李維史陀結合了耀眼的華美散文風格、哲學的沉思，以及對於亞馬遜人群的民族誌分析，以創作這本傑作。法國著名的龔古爾文學獎的評審團表示，他們很遺憾《憂鬱的熱帶》一書不是小說作品，因而他們不能頒獎給李維史陀。 
李維史陀在1959年被任命為法蘭西學院社會人類學主任。大致在同一時間，他出版《結構人類學》，這是一本論文合集，提供關於結構主義的例子與程式敘述。在此同時，他也為一套知識計劃建立基礎，他設立一系列的機構，在法國將人類學建立成為一門學科，包括社會人類學實驗室，在那裡新進學生能接受訓練，並且創辦一本新的期刊《l'Homme》，用於出版他們的研究成果。
1962年，李維史陀出版了許多人認為他的最重要作品《La Pensée Sauvage》。這個標題是一個雙關語，在英文是無法翻譯的；這本書的英文書名是《The Savage Mind》，中文譯名即來自英文書名：《原始人的心智》。但這個標題無法掌握到「原始」以外的含義。法文的pensée 同時意指「思想」與「三色堇」，而sauvage同時意指「野蠻」與「原初」。這本書關注的是原初的思想模式，也就是我們全都使用的思想模式。（李維史陀建議的英文標題是《 Pansies for Thought》，出自《哈姆雷特》之中的角色奥菲莉娅的一場演說）。如今，法文版的封面保留著一朵花。
這本書的前半段鋪陳李維史陀的文化理論，而後半段則將這個理論敘述擴充到一個歷史與社會變遷理論。本書的這個部分使得李維史陀陷入與萨特對人類自由本質的激烈辯論。一方面，萨特的存在主義哲學使他堅定一個立場，人類基本上是隨自己喜歡而行動的。另一方面，萨特也是一個左派份子，信守於一個概念，個人受到強加於他們身上的強大意識形態所約束。李維史陀提出他的結構主義施為者的概念，以反對萨特。這場在結構主義和存在主義之間的論辯，後來激發了年輕一輩的作者，如皮埃尔·布尔迪厄。 
在1960年代後半，他致力於他的巨著計畫，四大卷的《神話學》（Mythologiques）研究。在這本書，他採用來自南美洲南端的一篇神話，並追蹤這個神話的變異型態，從一個群體到另一個群體，穿過中美洲，最終到北極圈，如此追蹤這個神話從美洲大陸的一端到另一端的擴散過程。他採用一種常見的結構主義手法，來達成這項工作，而不是藉由聚焦於故事本身的內容。雖然《原始人的心智》是李維史陀的大理論的陳述，《神話學》是一個延伸分析，四巨冊的例證。它的內容豐富詳盡但也非常冗長，故比較少為人們所廣泛閱讀，而《原始人的心智》则篇幅較短且更易於閱讀，故更受读者青睐，即便《神話學》是李維史陀的偉大作品。

### 晚年
李維史陀在1971年完成《神話學》最後一卷。1973年，他獲選為法蘭西學術院院士，法國學術界的最高榮譽。 他亦為世界其他著名學院的院士，包括美國藝術暨文學學會。1973年獲頒伊拉斯謨獎。1986年獲頒诺尼诺国际文学奖。2003年獲頒梅斯特·爱克哈特奖（Meister-Eckhart-Prize），这是一个哲学奖。他已獲頒數所大學的榮譽博士，如牛津大學、哈佛大學與哥倫比亞大學。他也是大十字勋位榮譽軍團勳章、司令勳位国家功勋奖章（Commandeur de l'ordre national du Mérite）和 藝術及文學勳章的獲獎人。晚年他繼續發表關於藝術、音樂與詩學的隨筆。
在2008年，七星文庫（Bibliothèque de la Pléiade）開始出版他的主要作品，這很少發生於健在的學者身上。在同一年，他成為法蘭西學術院第一位年紀超過百歲的成員。
2009年，李維史陀在101歲生辰前，死於心臟病，四天後家人遵循「他曾表示希望葬禮低調樸素，在其郊區寓所舉行，只有家人參加」的意愿，在他於巴黎東南的家鄉、勃艮第大區的利涅羅勒村，舉行了私人葬禮。

## 理论

### 概述
李維史陀試圖將索緒爾的結構語言學運用在人類學。當時，家庭在人類學傳統上被認為是基本的分析對象，但主要被視為一個獨立單位，由丈夫、妻子及其子女所組成。外甥、表親、姑姨、叔舅和祖父母都被視為次要的。
但李維史陀主張，類似於索緒爾的語言值的概念，只有透過各個家庭彼此之間的關係，家庭才能取得具決定性的身分認同。因此他翻轉了人類學的古典概念，將次要的家庭成員放在最優先研究，並堅持分析各單位之間的關係，而不是只分析自己的單位。
在他對於透過部族間婚姻而產生的身分認同形成過程的分析，李維史陀注意到，叔叔與侄兒之間的關係，之於兄弟與姐妹之間的關係，就如同父親與兒子之間的關係，之於丈夫與妻子之間的關係；換言之，就是A之於B，就如同C之於D。因此如果我們知道A、B、C，我們就可以預測D。就好比如果我們知道A、D，我們就可以預測B與C。那麼，李維史陀結構人類學的目的，就是將一大堆經驗資料，簡化成為在各個單元之間的普遍的、易於理解的關係，這能夠用來找出預測法則，例如A之於B等於C之於D。
同樣地，李維史陀找到神話是一種口語類型，透過它，可以探索一種語言。這套理論試圖解釋如何看似幻想和隨意發明的故事，可能是跨文化類似。因為他相信，並不存在著一種「真確」版本的神話，而是，這些神話都是同一種語言的所有表現型態，他試圖發現神話的基本單元，即神话素（mytheme）。李維史陀將某一種神話的各種不同版本加以打破，成為一系列的句子，由一種功能與一個主題的關係所構成。具有相同功能的句子，被賦予同一個編號，並且歸類在一起。它們都是神话素。
李維史陀所相信的是，當他檢視神话素之間的關係時，他所發現的神話包括的內容就是二元對立。例如，婚娶综總，包括了過度高估血緣關係和低估血緣關係的成分在內、人類的原生起源與對於人類原生起源的否定。受黑格爾影響，李維史陀相信人類心智基本上依據這些二元對立及它們的一體性（正、反、合三位一體)，而且這些二元對立使意義成為可能。再者，他認為神話的職責就是成為一個花招，將一種無法調和的二元對立與一種重新調和的二元對立之間的關聯，創造一種幻象或信念，無法調和的二元對立已獲得解決。 

### 人類學理論
李維史陀的理論在《結構人類學》（1958）一書中建立了定位。簡言之，他認為文化就是一套象徵溝通體系，準備運用某些方法來探究，在過去這些方法運用範圍較狹小，運用於小說、政治發言、體育與電影的討論。
他的推論，在此前世代的社會理論背景下，產生了最佳的意義。他花費數十年時間，來撰寫這個關係。
從20世紀初到1950年代，對於「功能學派」的偏好在社會科學中佔有主流地位，人類學家與社會學家嘗試解釋某種社會行動或制度的理由。某項事物的存在，只要其滿足一項功能，就可得到解釋。唯一可以替代這種分析方法的是歷史解釋，藉由說明一個社會事實如何成為今天的樣貌，來解釋這項社會事實。
然而，社會功能的概念朝著兩條不同的方向發展。英國人類學家阿弗列·芮克里夫-布朗，他閱讀並讚佩法國社會學家艾彌爾·涂爾幹的作品，主張人類學研究的目標，就是找出集體功能、宗教信條或一組關於婚姻的規則對於將社會秩序維持一體發揮了什麼作用。在這種方法背後是一個舊有概念，即將文明的發展視為經過一系列在各地都相同的從原始到現代的階段。在某個特定類型的社會中，這些活動都會具有相同的特性；某一種內在邏輯，會導致某個層次的文化演變為下一個層次。依據這個觀點，一個社會可以很容易地被視為一個有機體，各個部門共同發揮功能，正如同一個有機體的各個部分。
更具影響力的布朗尼斯勞·馬凌諾斯基功能論，描述了個體需求的滿足方式，個人可藉由實行一種風俗習慣而取得。
在美國，人類學的樣貌是由在德國受教育的法蘭茲·鮑亞士所形塑，他的偏好是歷史敘述。這種研究取向具有一定的問題，李維史陀讚揚鮑亞士正視了這個問題。
我們很少能夠取得無文字文化的歷史資訊。人類學家運用了對於其它文化的比較，填補了這個問題，而且他們被迫依賴某些沒有證據基礎的理論，對普同的發展階段的舊有概念，或是主張文化相似性是植基於某些在各個群體之間無法追溯源頭的接觸。鮑亞士轉而相信，我們無法證實存在著全面的社會發展模式；對他來說，並沒有單一的歷史，而是只有複數的歷史。
有三種廣泛的選擇方式，關係到這些學派的分歧；每個都必須決定使用哪一種證據；是否要強調的一個單一文化的特殊性，或是找尋在所有社會底下的模式；而且這些潛藏模式，可能是一個共同人性的定義的來源。
在這些所有的傳統中，社會科學家依賴跨文化研究。往往有必要採用來自其他社會的資訊，來補充某個社會的資訊。因此，某些關於共同人性的概念，在每一種研究方法都是隱而未現的。
那麼，重要的區別依然存在著：一項社會事實的存在，是由於它對於社會秩序具有功能，或是由於它對個人具有功能？跨文化一致性的產生，是由於各地都必須滿足的組織需要，或由於人類人性的一致需求？
李維史陀選擇的是對於社會秩序的需求。從不同個人敘述的不一致與矛盾之中，將這一點凸顯出來，對他而言並無困難。例如，馬凌諾斯基說，在人們需要對某些結果未知的事件，具有一種控制感時，巫術信仰就發展出來。在超布連群島，他發現這個主張的證據，圍繞在墮胎與編織裙子的儀式。但在相同的部族中，並沒有任何巫術連結到製陶，即使說這項工作的確定性並不會比編織更多。因此，這項解釋是不一致的。此外，這些解釋往往以一種特別的粗淺方式被運用；你只需要假定某種人格特質，當你需要這個特質的時候。
但這個廣為接受的討論組織功能的方式，也是行不通的。不同的社會可能具有在許多方面類似的制度，但卻滿足了不同的功能。許多部族文化將其部族區分為兩個群體，並具有經過精心設計的，關於這兩組如何互動的規則。但他們究竟可以做什麼事；貿易、通婚；在不同的部族則有所不同；用來區分群體的標準也是有所不同。
這也不是說一分為二是一種普同的組織需要，因為有許多部族並沒有二部組織，却也能发展壮大。
對李維史陀而言，語言學研究方法成為他早先用來檢視社會的一個模型。他的類比往往來自語音學（雖然後來也來自音樂學、數學、控制論、混沌理論等等）。
他說：「一個真正的科學分析必須是真確、簡化並具解釋性」（见《結構人類學》一書)。語音分析呈現了一些真確的特性，在於某個語言的使用者可以識別語音，並加以回應。同時，一個音素是從語言的一項抽離，並不是一個語音，而是一個範疇內的語音，它是透過這個語言的獨有規則，而有別於其他範疇的語音。一種語言的整體聲音結構可以從相對少量的規則，而被推衍出來。
在他最先關注的親屬系統研究，這套解釋方式的理想，能讓他建立一套全面的資料組織，這套資料曾有一部分由其他研究者所排列。在整體目標就是找出在不同的南美洲文化中，為何家庭關係有所不同。例如，在某個群體，父親對兒子可能享有極大的權力，而且這個關係受到禁忌嚴格限制。在另一個群體，母舅可能與兒子具有這種關係，然而兒子與父親的關係是輕鬆且有樂趣的。
有許多的片斷模式已被提及。例如，母親與父親的關係，具有類似於父親與兒子之間的相互關係；假使母親具有一個居於主導的社會地位，而且與父親具有正式關係，那麼父親往往與兒子具有密切關係。但這些較小規模的模式，以容易發生變化的方式結合在一起。
有一種可以找出一個主要秩序的方式，就是在一個親屬體系中，沿著幾個面向，評價所有的位置。例如，父親比兒子年長，父親生育兒子，父親與兒子具有相同性別；母舅與兒子具有相同性別，但並不生育這個兒子，以此類推。對於這類觀察結果的一整套詳盡蒐集，可能會導致一個整體模式得以產生。
但是對李維史陀而言，這種工作「只有在表面上是分析性的」。它能产生一個圖表，但比原始資料更難以理解，而且植基於任意的抽離 (在經驗上，父親比兒子年長，但只有研究者會宣稱這個特徵解釋了他們的關係）。此外，它並未解釋任何事情。它提供的解釋就是循環論證 –假使年齡是重要的，那麼年齡解釋了一個關係。它並未提供足以推論這個結構起源的一個可能性。
對於這個困惑的一個適當解答，就是找到一個足以列舉所有變化的基本親屬單位。這是由四個角色所構成的一個集合群體 – 兄弟、姐妹、父親、兒子。這些都是在任何一個社會中關連到亂倫禁忌的角色，亂倫禁忌要求一個男子從自己的遺傳線路之外，獲取一名妻子。例如，兄弟可以送出他的姐妹，藉由容許他自己的姐妹向外婚配，他們的兒子可能在下一個世代得到來自對方的女人做為回報。 這個隱而未見的需求，就是一個持續不斷的女人流動，以保持不同的氏族能以和平方式彼此有親屬關聯。
無論是對是錯，這個解答展現了結構思維的本質。即使李維史陀經常談到，將文化視為隱含在結構思維底下的公理與必然結果的產物，或是構成了結構的語音差異，但是他關注的是客觀的田野調查資料。他提到，另一組不同的親屬結構元素的存在，在邏輯上是可能的 – 姐妹、姐妹的兄弟、兄弟的妻子、女兒 – 但在真實世界，並不存在可從這一個群體衍生的關係例證。 
結構主義解釋方式的目的，在於以最簡單有效的方式組織實際資料。他說，所有的科學，若不是結構主義，就是化約主義。在面對像亂倫禁忌這樣的事情，學者所面對的是一個客觀的極限，這是人類心智至今已經接受的。學者能夠假設在這個禁忌底下，有著某些生物學上的必要性，然而就社會秩序而言，這項禁忌具有一個無法化約事實的效果。社會科學家只能致力研究人類思維的結構，這源自於這項禁忌。 
而且結構解釋可以被測試與駁斥。就這個角度來說，一套只希望獲致因果關係的分析架構，並不是結構主義的分析架構。
李維史陀往後的作品更具爭議性，有一部分是由於這些作品衝擊了其他學者的研究主題。他相信，現代生活與所有歷史都是建基於他曾在巴西發現的相同範疇與轉型過程。在《生與熟》(The Raw and the Cooked)、《從蜂蜜到灰燼》(From Honey to Ashes)、《裸人》(The Naked Man) （借用《神話學》的標題）。 例如，他將人類學與音樂十二音階相比較，並為他的「哲學」方法提出辯護。他也指出，當代對於原始文化的觀點是簡化的，否定他們具有歷史。神話的各種範疇之間並不是一致的，因為並未發生這些事情；很容易就發現某些證據，關於有歷史記載的各種戰敗、遷移、流放、一再出現的各種流離。相反地，神話類別已經涵蓋了這些變遷。
他主張一種對於人類生活的觀點，同時存在著兩條時間線：重大的歷史時間線，以及長期循環，其中有一套基本的神話模式主導著，然後也許是另一個。在這方面，他的作品類似於歷史學家費爾南·布勞岱爾，研究地中海與長時段(la longue durée)，圍繞著這片海洋的文化概觀以及持續長達數個世紀的社會組織型態。

### 結構主義研究神話
李維史陀在神話學的研究中，看到一個基本的弔詭。一方面，神話故事是幻想與無法預測：因此，神話的內容似乎完全是任意取材的。另一方面，來自不同文化的神話卻有著驚人的相似性：
一方面，在神話的敘事過程中，任何事情都有可能發生。[…]但在另一方面，這個表面上的任意取材現象，卻由從極其不同地區蒐集的神話之間，所具有的驚人相似性所掩蓋。因此問題就是：如果神話的內容是偶發的[亦即，任意取材的]，那麼要如何解釋，在世界各地的神話如此相似的這項事實？ 
李維史陀建議，普遍法則勢必掌控了神話思想，而且可解析這個表面上的弔詭，普遍法則在不同的文化，產生了類似的神話。每一個神話似乎是獨一無二的，但他指出，這實際上只是人類思想的普遍法則的一個特例。從研究神話，李維史陀嘗試「明顯減少任意取材的資料，以獲致某種順序，而且達到一個層次，在那個層次，一種必要性變得明顯，強調了各種自由幻象」 。
李維史陀表示，「神話思想往往是從二元對立的意識，朝向這些二元對立的解析」  

換言之，神話包括 

1. 某些成分，它們彼此對立或矛盾
2. 其他成分，它們「調解」或解析這些對立

例如，李維史陀認為，在北美原住民的許多神話中，騙子(trickster)扮演著「調解者」的角色 

李維史陀的論點，取決於兩項有關美國騙子的事實： 

1. 騙子具有一種矛盾和不可預知的性格；
2. 騙子幾乎往往是一隻烏鴉或一隻土狼

李維史陀主張，烏鴉與土狼「調解」了生與死的對立。農業與狩獵之間的關係，就好比生與死之間的對立：農業僅僅關注產生生命（至少直到收割時間）；狩獵僅僅關注產生死亡。此外，草食動物和掠食動物之間的關係，類似於農業和狩獵之間的關係：如同農業，草食動物關連到植物；如同狩獵，掠食動物關連到掠取肉食。李維史陀指出，烏鴉及土狼吃食腐屍，也因此位於草食動物與掠食動物之間：牠們如同掠食動物一般吃肉；如同草食動物一般，牠們並不捕捉食物；因此，他認為「我們具有一種如同下述類型的調節結構」：
| 生 農業 草食動物 烏鴉、土狼 掠食動物 狩獵 死 |

藉由結合草食動物與掠食動物的特徵，烏鴉與土狼在某種程度上協調了草食動物與掠食動物：換言之，他們調解介於草食動物及掠食動物之間的對立。我們看到了這個對立是最終類似于在生與死的對立。 因此，烏鴉與土狼最終調解生與死的對立。李維史陀認為，這一點解釋了為何當烏鴉與土狼現身為神話上的騙子時，具有一種矛盾性格：
騙子是一個調解者。由於他的調節功能，佔據兩個極端之間的中間位置，他勢必保留二元性質的某些成分—換言之，一種不明確且模棱兩可的性格
因為烏鴉與土狼協調了某些彼此深刻對立的概念（即，生與死），牠們自己的神話性格必須反映這個二元對立或矛盾：換言之，牠們勢必具有一個矛盾、「狡詐」的性格。
這套關於神話結構的理論有助於支持李維史陀關於人類思想的更基本理論。依據這個更基本的理論，普遍法則掌控著人類思想的「全部」領域：
如果有可能在這個例子，也證明，外顯的心智任意性、心智所具有的自發式的靈感流動，以及心智看似不受控制的創造力，是由位於一個更深層次運作的法則[所掌控]，[…]如果人類心智似乎是預先決定的，就算是在神話領域也是如此的話，更不用說，人類心智在其所有的活動領域中，也是預先決定的。
在所有的文化產物中，神話看似最具幻想性且無法預測的。因此，李維史陀聲稱，如果就連神話思想都遵循著普遍法則，那麼在「全部」的人類思維勢必遵循著普遍法則。

#### 《原始人的心智》
李維史陀在《原始人的心智》一書中，發展了博藝不精者(Bricoleur)和工程師之間的比較。「博藝不精者」(Bricoleur)這個字源自於舊有的法文動詞bricoler，所指的是在球類比賽、桌球、狩獵、射擊與騎馬的過程中多餘的活動。它後來演變為指稱某個從事工藝工作的人，相較於真正的工匠(李維史陀將之等同於工程師)，這個人往往採用偏離正軌或「狡詐」的方式。博藝不精者嫺熟於許多工作以及將某些先前存在的事情放在一起。工程師完整處理計畫，考慮材料可否取得與所需的工具。 博藝不精者近似於「原始人的心智」，而工程師接近科學心智。李維史陀說博藝不精者的宇宙是封閉的，而且他往往被迫就手上所擁有的任何工具來從事工作，然而，工程師的宇宙是開放的，在於他能夠創造新的工具和材料。然而，這兩者都生活在一個受限制的現實之中，也因此工程師被迫以類似於博藝不精者的方式，考慮這個先前存在的關於技術手段的理論與實踐知識的組合。

#### 評論
李維史陀對於騙子起源的理論，已受到許多人類學家的批評。斯坦利·戴蒙德(Stanley Diamond)指出，雖然世俗的文明人往往將生與死視為兩個極端，但原始文化往往將它們視為「某個單一狀態(存在狀態)的幾個不同面向」。戴蒙德指出，李維史陀並未透過推理來達致這樣的結論，而是僅僅藉由向後推測，從證據推向「先驗上」傳達的「生」與「死」的概念，他藉由假設一套必然發生的進展過程，從「生」到「農業」到「食草動物」，以及從「死」到「戰爭」到「掠食動物」。就這一點來說，眾所周知的是土狼除了吃食腐屍之外，也從事狩獵，而且我們也知道烏鴉是一種掠食鳥類，牠們並不符合李維史陀的概念。它也並未解釋為何像是熊這樣的腐食者，並不會現身為騙子。戴蒙德進一步指出，李維史陀所解釋的「烏鴉」與「土狼」的騙子名號，可以達致更大的簡便性，這是基於這些動物的聰明，牠們遍佈各地、難以理解、產生禍害的能力、牠們未被馴化的不良行為，反映著某些人類的特質。最後，李維史陀的分析似乎未能解釋，為什麼世界其他地區騙子的代表是蜘蛛與螳螂。

## 著作
- 《亲属关系的基本结构》 Les Structures élémentaires de la parenté (1949, The Elementary Structures of Kinship, ed. *Rodney Needham, trans. J. H. Bell, J. R. von Sturmer, and Rodney Needham, 1969)
- 《种族与历史》 Race et histoire (1952, UNESCO; Extract（页面存档备份，存于） from "Race and History" - in English; see also The Race Question, UNESCO, 1950)
- 《忧郁的热带》 Tristes tropiques (1955, trans. John Weightman and Doreen Weightman, 1973) - also translated as A World on the Wane
- 《结构人类学》 Anthropologie structurale (1958, Structural Anthropology, trans. Claire Jacobson and Brooke Grundfest Schoepf, 1963)
- 《今日的图腾主义》 Le Totémisme aujourd'hui (1962, Totemism, trans. Rodney Needham, 1963)
- 《野性的思维》 La Pensée sauvage (1962, The Savage Mind, 1966)
- 《神话学 I-IV》 Mythologiques I-IV (trans. John Weightman and Doreen Weightman)
  - 《生食和熟食》 Le Cru et le cuit (1964, The Raw and the Cooked, 1969)
  - 《从蜂蜜到烟灰》 Du miel aux cendres (1966, From Honey to Ashes, 1973)
  - 《餐桌礼仪的起源》 L'Origine des manières de table, 1968, The Origin of Table Manners, 1978
  - 《裸人》 L'Homme nu (1971, The Naked Man, 1981)
- 《结构人类学之二》 Anthropologie structurale deux (1973, Structural Anthropology, Vol. II, trans. M. Layton, 1976)
- 《面具之道》 La Voie des masques (1972, The Way of the Masks, trans. Sylvia Modelski, 1982)
- 《人类学讲演集》 Paroles donnés (1984, Anthropology and Myth: Lectures, 1951-1982, trans. Roy Willis, 1987)
- 《遥远的目光》 Le Regard éloigné (1983, The View from Afar, trans. Joachim Neugroschel and Phoebe Hoss, 1985)
- 《嫉妒的制陶女》 La Potière jalouse (1985, The Jealous Potter, trans. Bénédicte Chorier, 1988)
- 《猞猁的故事》 Histoire de lynx (1991)
- 《看·听·读》 Regarder, écouter, lire (1993, Look, Listen, Read trans. Brian Singer, 1997)